# رابینسون (خواننده)
آنا رابینسون (به انگلیسی: Anna Robinson) معروف به رابینسون؛ خواننده، آهنگساز و ترانه‌سرا اهل نیوزیلند است. او فعالیت هنری خود را از سال ۲۰۱۷ میلادی و با انتشار تک آهنگ "Don't You Forget About Me" آغاز کرد.همچنین آهنگ "Nothing To Regret"او، جز ۴۰ آهنگ برتر استرالیا و نیوزیلند در سال ۲۰۱۸ میلادی است.

## آثار[۴]

### تک آهنگ‌ها
(2017) Don't You Forget About Me(Crave You (2017
(Nothing To Regret (2018
(Medicine (2018
(Don't Trust My Self (2018
(Karma (2019

### آلبوم
(Watching You (2019